# Ihor Vovčančyn
Ihor Jaroslavovyč Vovčančyn (in ucraino Ігор Ярославович Вовчанчин?; Zoločiv, 6 agosto 1973) è un ex lottatore di arti marziali miste ed ex kickboxer ucraino.
Dopo una carriera di successi nella kickboxing culminati nel al titolo mondiale conquistato nel 1995 a Mosca e ad un record personale di 61 vittorie e 2 sconfitte, Vovčančyn ha impresso il suo nome in maniera indelebile anche nelle arti marziali miste, vincendo ben sette differenti tornei e raggiungendo la finale del prestigioso torneo Grand Prix openweight, organizzato dalla Pride nel 2000.
Vanta la seconda più lunga striscia di imbattibilità nella storia delle MMA, ovvero ben 37 risultati utili consecutivi dal 1996 al 2000, seconda solo a quella di 40 incontri realizzata da Travis Fulton.
Con i suoi 173 centimetri di altezza, è uno dei più bassi pesi massimi che si ricordino.

## Carriera nelle arti marziali miste

### Inizi: vittorie nei tornei
Dopo una carriera ricca di successi nella kickboxing culminata con il titolo mondiale nel 1995 a Mosca Vovčančyn effettuò la transizione alle arti marziali miste professionistiche proprio quell'anno, iniziando a lottare in tornei locali in Ucraina.
Terminò il suo primo torneo con due vittorie ed una sconfitta nella terza gara della serata, sottomesso da Andrei Besedin.
Un mese dopo prese parte al torneo Absolute Fighting Championship di Mosca, dove nel secondo incontro affrontò Adilson Lima, un allievo della famiglia Gracie inventori del jiu jitsu brasiliano contro il quale Vovčančyn dovette lottare due volte perché il primo incontro venne annullato per un suo colpo scorretto sull'avversario a terra; nel quarto match venne sconfitto dall'esperto Mikhail Ilyukhin.
Dopo quel torneo Ihor riuscì a perfezionarsi e ad imporre il suo striking di altissimo livello anche contro validi lottatori di sambo o comunque esperti di grappling, iniziando nel gennaio 1996 una serie di vittorie che lo consacreranno come uno dei nomi più importanti nella storia delle MMA.
Proprio nel 1996 vince il torneo Mr. Powerman SEKAI di Minsk con tre vittorie per KO.
Nel marzo 1996 vince due tornei in Ucraina, ovvero "DNRF: Ukrainian Octagon" a Donec'k e "IFC 1: Kombat in Kiev" a Kiev, quest'ultimo contro tutti lottatori statunitensi tra i quali l'ex UFC Paul Varelans.
Nell'agosto 1997 si impone anche nel torneo "Absolute Fighting Russian Open Cup 3" di Mosca, e nel novembre dello stesso anno conquista anche la prima coppa del mondo della Absolute Fighting Championship a Tel Aviv, Israele.
L'anno successivo inizia la propria avventura lontano dal vecchio continente, andando a lottare in Brasile nel rinomato torneo World Vale Tudo Championship e vincendolo, riuscendo a sconfiggere tutti e tre i suoi avversari per KO o sottomissione.

### Pride Fighting Championships
Con un record personale di 30-2 ed una striscia parziale di 25 vittorie consecutive Ihor viene finalmente notato dalla miglior organizzazione di arti marziali miste del tempo, ovvero la nipponica Pride FC.
Esordisce l'11 ottobre 1998 nell'evento "Pride 4" di Tokyo contro un forte kickboxer quale era Gary Goodridge, campione International di Vale tudo in Brasile e finalista del torneo UFC 8: Vovčančyn riesce nell'impresa di stenderlo nel primo round, esordendo quindi con un'ottima vittoria in Pride e portando la propria striscia di vittorie consecutive a 26.
Tra il 1998 ed il 1999 viene richiamato in Brasile dalla promozione World Vale Tudo Championship per combattere due singoli incontri superfight, entrambi vinti.
Nel suo secondo incontro nella Pride affrontò il lottatore di casa Akira Shoji vincendo ai punti; lo stesso anno si confrontò anche con l'esperto di jiu jitsu brasiliano e campione IVC Carlos Barreto, vincendo anche in questo caso per decisione dei giudici di gara e portando la striscia di vittorie consecutive a 32, in quanto nel frattempo aveva vinto anche un paio di incontri in Ucraina.
Nel 1999 combatté anche un incontro di K-1 contro il fuoriclasse della kickboxing Ernesto Hoost, perdendo per KO tecnico nel terzo round.
Successivamente Ihor venne scelto per sfidare il due volte campione UFC, campione WVC e pluridecorato lottatore di submission wrestling Mark Kerr in un incontro che avrebbe decretato in modo non ufficiale il più forte peso massimo del mondo.
Inizialmente Ihor soffrì l'eccezionale lotta libera dell'avversario, ma nel secondo round riuscì ad imporre la propria superiorità nella kickboxing e vinse l'incontro per KO; il risultato venne però cambiato in un No Contest in quanto Ihor colpì l'avversario a terra con ginocchiate al volto, mossa non consentita dal regolamento.
Ihor terminò l'anno 1999 con una vittoria per KO su Francisco Bueno, venendo indicato come uno dei grandi favoriti per la vittoria finale del torneo Pride 2000 Openweight Grand Prix.
Nel primo turno del torneo Pride 2000 Openweight Grand Prix Ihor ottenne una vittoria ai punti contro Alexander Otsuka.
Nel maggio 2000 si giocò la fase finale del torneo, tutta in un'unica serata; nei quarti di finale affrontò nuovamente Gary Goodridge, vincendo ancora una volta per KO dopo più di 10 minuti di combattimento.
In semifinale se la vide con Kazushi Sakuraba, un wrestler ex campione UFC che vantava diverse vittorie in carriera contro leggende delle MMA, tra queste gli ex campioni UFC Royce Gracie e Guy Mezger, sconfitti proprio nel torneo in questione: Vovčančyn la spuntò ai punti.
La finale vide Ihor opposto ad un'altra leggenda dell'UFC quale è Mark Coleman: il lottatore ucraino pagò la stanchezza dei 25 precedenti minuti di lotta e la freschezza del rivale che non giocò le semifinali grazie all'infortunio capitato all'altro semifinalista, e nel secondo round Coleman riuscì a imporre la sottomissione a Ihor con una serie di ginocchiate; Ihor perse così la finale del torneo e la striscia di imbattibilità che durava da 37 incontri.
Prima della fine del 2000 Ihor vinse quattro incontri di fila, l'ultimo dei quali fu un rematch contro Mark Kerr, vinto ai punti.
Dal 2001 iniziò la fase discendente della carriera di Vovčančyn, fase iniziata con la sua quarta sconfitta in carriera venuta per mano dell'ex UFC Tra Telligman.
Quell'anno ottenne quattro vittorie, in particolare contro gli abili kickboxer olandesi Gilbert Yvel e Valentijn Overeem, ed un'ulteriore sconfitta ad opera del grappler Mario Sperry.
Il 2002 è da dimenticare per Ihor che perde tutti e due gli incontri al quale prese parte, prima contro l'ex contendente al titolo dei pesi massimi Pride Heath Herring e poi contro la futura stella dell'UFC Quinton Jackson, allontanandosi di fatto dal poter sfidare il campione in carica Antônio Rodrigo Nogueira.
Nel 2003 vince un incontro nei Paesi Bassi contro il kickboxer Bob Schrijber, ma perde per KO contro la leggenda di MMA e kickboxing Mirko "Crocop" Filipović.
Il 2004 è positivo e vede Ihor vincere tre incontri consecutivi, ma nel 2005 prende la decisione di scendere nella categoria dei pesi medi (corrispondenti agli attuali pesi mediomassimi) ed esordisce bene con una veloce vittoria per KO contro il tenace Yoshiki Takahashi.
Prende parte al torneo Pride 2005 Middleweight Grand Prix, dove al primo turno supera ai punti Yuki Kondo, un ex contendente al titolo dei pesi mediomassimi UFC.
La sua corsa si arresta ai quarti di finale contro il futuro dominatore delle MMA Alistair Overeem che lo sottomette in poco più di un minuto.
Ihor combatte il suo ultimo incontro nell'agosto del 2005, perdendo contro Kazuhiro Nakamura.

## Risultati nelle arti marziali miste
| Risultato  | Record    | Avversario               | Metodo                                              | Evento                                           | Data              | Round | Tempo | Città                  | Note                                                        |
| ---------- | --------- | ------------------------ | --------------------------------------------------- | ------------------------------------------------ | ----------------- | ----- | ----- | ---------------------- | ----------------------------------------------------------- |
| Sconfitta  | 56-10 (1) | Kazuhiro Nakamura        | Decisione (unanime)                                 | Pride Final Conflict 2005                        | 28 agosto 2005    | 2     | 5:00  | Saitama, Giappone      |                                                             |
| Sconfitta  | 56-9 (1)  | Alistair Overeem         | Sottomissione (ghigliottina)                        | Pride Critical Countdown 2005                    | 26 giugno 2005    | 1     | 1:20  | Saitama, Giappone      | Torneo Pride 2005 Middleweight Grand Prix, Quarti di finale |
| Vittoria   | 56–8 (1)  | Yuki Kondo               | Decisione (unanime)                                 | PRIDE Total Elimination 2005                     | 23 aprile 2005    | 3     | 5:00  | Osaka, Giappone        | Template:Small                                              |
| Vittoria   | 55-8 (1)  | Yuki Kondo               | Decisione (unanime)                                 | Pride Total Elimination 2005                     | 23 aprile 2005    | 3     | 5:00  | Osaka, Giappone        | Torneo Pride 2005 Middleweight Grand Prix, Primo turno      |
| Vittoria   | 54-8 (1)  | Yoshiki Takahashi        | KO (pugno)                                          | Pride 29: Fists of Fire                          | 20 febbraio 2005  | 1     | 1:10  | Saitama, Giappone      | Passa ai Pesi Medi                                          |
| Vittoria   | 53-8 (1)  | Sergey Terezimov         | Sottomissione (heel hook)                           | Water of Peresvit                                | 4 dicembre 2004   | -     | -     | Kiev, Ucraina          |                                                             |
| Vittoria   | 52-8 (1)  | Katsuhisa Fujii          | KO (colpi)                                          | Pride Bushido 5                                  | 14 ottobre 2004   | 1     | 4:02  | Osaka, Giappone        |                                                             |
| Vittoria   | 51-8 (1)  | Dan Bobish               | KO Tecnico (colpi)                                  | Pride 27: Inferno                                | 1º febbraio 2004  | 2     | 1:45  | Osaka, Giappone        |                                                             |
| Sconfitta  | 50-8 (1)  | Mirko Filipović          | KO (calcio alla testa)                              | Pride Total Elimination 2003                     | 10 agosto 2003    | 1     | 1:29  | Saitama, Giappone      |                                                             |
| Vittoria   | 50-7 (1)  | Bob Schrijber            | Sottomissione (rear naked choke)                    | It's Showtime 2003 Amsterdam                     | 8 giugno 2003     | 2     | 4:05  | Amsterdam, Paesi Bassi |                                                             |
| Sconfitta  | 49-7 (1)  | Quinton Jackson          | KO Tecnico (infortunio)                             | Pride 22: Beasts From The East 2                 | 29 settembre 2002 | 1     | 7:17  | Nagoya, Giappone       |                                                             |
| Sconfitta  | 49-6 (1)  | Heath Herring            | Decisione (unanime)                                 | Pride 19: Bad Blood                              | 24 febbraio 2002  | 3     | 5:00  | Saitama, Giappone      |                                                             |
| Vittoria   | 49-5 (1)  | Valentijn Overeem        | Sottomissione (heel hook)                           | Pride 18: Cold Fury 2                            | 23 dicembre 2001  | 1     | 4:35  | Fukuoka, Giappone      |                                                             |
| Vittoria   | 48-5 (1)  | Ricardas Rocevicius      | KO Tecnico (calci bassi)                            | Rings Lithuania: Bushido Rings 3                 | 10 novembre 2001  | 2     | -     | Vilnius, Lituania      |                                                             |
| Sconfitta  | 47-5 (1)  | Mario Sperry             | Sottomissione (triangolo di braccio)                | Pride 17: Championship Chaos                     | 3 novembre 2001   | 1     | 2:52  | Tokyo, Giappone        |                                                             |
| Vittoria   | 47-4 (1)  | Masaaki Satake           | Decisione (unanime)                                 | Pride 15: Raging Rumble                          | 29 luglio 2001    | 3     | 5:00  | Saitama, Giappone      |                                                             |
| Vittoria   | 46-4 (1)  | Gilbert Yvel             | Sottomissione (rear naked choke)                    | Pride 14: Clash of the Titans                    | 27 maggio 2001    | 1     | 1:52  | Yokohama, Giappone     |                                                             |
| Sconfitta  | 45-4 (1)  | Tra Telligman            | Decisione (unanime)                                 | Pride 13: Collision Course                       | 25 marzo 2001     | 3     | 5:00  | Saitama, Giappone      |                                                             |
| Vittoria   | 45-3 (1)  | Mark Kerr                | Decisione (unanime)                                 | Pride 12: Cold Fury                              | 9 dicembre 2000   | 3     | 5:00  | Saitama, Giappone      |                                                             |
| Vittoria   | 44-3 (1)  | Nobuhiko Takada          | KO Tecnico (Sottomissione ai colpi)                 | Pride 11: Battle of the Rising Sun               | 31 ottobre 2000   | 2     | 5:17  | Osaka, Giappone        |                                                             |
| Vittoria   | 43-3 (1)  | Enson Inoue              | KO Tecnico (colpi)                                  | Pride 10: Return of the Warriors                 | 27 agosto 2000    | 1     | 10:00 | Tokyo, Giappone        |                                                             |
| Vittoria   | 42-3 (1)  | Daijiro Matsui           | KO Tecnico (ferita)                                 | Pride 9: New Blood                               | 4 giugno 2000     | 1     | 5:03  | Nagoya, Giappone       |                                                             |
| Sconfitta  | 41-3 (1)  | Mark Coleman             | KO Tecnico (Sottomissione alle ginocchiate)         | Pride Grand Prix 2000 Finals                     | 1º maggio 2000    | 2     | 3:09  | Tokyo, Giappone        | Torneo Pride 2000 Openweight Grand Prix, Finale             |
| Vittoria   | 41-2 (1)  | Kazushi Sakuraba         | KO Tecnico (stop dall'angolo)                       | Pride Grand Prix 2000 Finals                     | 1º maggio 2000    | 1     | 15:00 | Tokyo, Giappone        | Torneo Pride 2000 Openweight Grand Prix, Semifinale         |
| Vittoria   | 40-2 (1)  | Gary Goodridge           | KO Tecnico (colpi)                                  | Pride Grand Prix 2000 Finals                     | 1º maggio 2000    | 1     | 10:14 | Tokyo, Giappone        | Torneo Pride 2000 Openweight Grand Prix, Quarti di finale   |
| Vittoria   | 39-2 (1)  | Alexander Otsuka         | Decisione (unanime)                                 | Pride Grand Prix 2000 Opening Round              | 30 gennaio 2000   | 1     | 15:00 | Tokyo, Giappone        | Torneo Pride 2000 Openweight Grand Prix, Primo turno        |
| Vittoria   | 38-2 (1)  | Francisco Bueno          | Decisione (unanime)                                 | Pride 8                                          | 21 novembre 1999  | 1     | 1:23  | Tokyo, Giappone        |                                                             |
| No Contest | 37–2 (1)  | Mark Kerr                | No Contest (ginocchiate non ammesse)                | Pride 7                                          | 12 settembre 1999 | 2     | 4:36  | Yokohama, Giappone     | Per il titolo non ufficiale di Peso Massimo #1              |
| Vittoria   | 37-2      | Carlos Barreto           | Decisione (unanime)                                 | Pride 6                                          | 4 luglio 1999     | 3     | 5:00  | Yokohama, Giappone     |                                                             |
| Vittoria   | 36-2      | Vepcho Bardanashvili     | Sottomissione (strangolamento)                      | InterPride 1999: Heavyweight Final               | 8 maggio 1999     | 1     | -     | Charkiv, Ucraina       |                                                             |
| Vittoria   | 35-2      | Vladimir Solodovnik      | KO Tecnico (pugni)                                  | InterPride 1999: Heavyweight Final               | 8 maggio 1999     | 1     | -     | Charkiv, Ucraina       |                                                             |
| Vittoria   | 34-2      | Akira Shoji              | Decisione (unanime)                                 | Pride 5                                          | 29 aprile 1999    | 2     | 10:00 | Nagoya, Giappone       |                                                             |
| Vittoria   | 33-2      | Edson Carvalho           | KO Tecnico (colpi)                                  | World Vale Tudo Championship 7                   | 2 febbraio 1999   | 1     | 3:16  | Brasile                |                                                             |
| Vittoria   | 32-2      | Aloisio Freitas Neto     | KO Tecnico (Sottomissione ai pugni)                 | World Vale Tudo Championship 6                   | 1º novembre 1998  | 1     | 7:26  | Brasile                |                                                             |
| Vittoria   | 31-2      | Gary Goodridge           | KO Tecnico (colpi)                                  | Pride 4                                          | 11 ottobre 1998   | 1     | 5:58  | Tokyo, Giappone        | Debutto in Pride                                            |
| Vittoria   | 30-2      | Nick Nutter              | KO (ginocchiata)                                    | World Vale Tudo Championship 5                   | 3 febbraio 1998   | 1     | 0:14  | Brasile                | Vince il torneo WVC 5                                       |
| Vittoria   | 29-2      | Elias Rodrigues          | KO Tecnico (Sottomissione a una testata e ai pugni) | World Vale Tudo Championship 5                   | 3 febbraio 1998   | 1     | 10:35 | Brasile                | Torneo WVC 5, Semifinale                                    |
| Vittoria   | 28-2      | Tulio Palhares           | KO Tecnico (Sottomissione ai pugni)                 | World Vale Tudo Championship 5                   | 3 febbraio 1998   | 1     | 5:35  | Brasile                | Torneo WVC 5, Quarti di finale                              |
| Vittoria   | 27-2      | Nick Nutter              | KO Tecnico (Sottomissione alle testate)             | IAFC: 1st Absolute Fighting World Cup Pankration | 12 novembre 1997  | 1     | 24:42 | Tel Aviv, Israele      | Vince il torneo IAFC World Cup                              |
| Vittoria   | 26-2      | Mikhail Avetisyan        | Decisione                                           | IAFC: 1st Absolute Fighting World Cup Pankration | 12 novembre 1997  | 1     | 35:00 | Tel Aviv, Israele      | Torneo IAFC World Cup, Semifinale                           |
| Vittoria   | 25-2      | Valery Pliev             | KO Tecnico (Sottomissione ai pugni)                 | IAFC: 1st Absolute Fighting World Cup Pankration | 12 novembre 1997  | 1     | 7:13  | Tel Aviv, Israele      | Torneo IAFC World Cup, Quarti di finale                     |
| Vittoria   | 24-2      | Yuri Mildzikhov          | KO Tecnico (ritiro)                                 | IAFC: Absolute Fighting Russian Open Cup 3       | 29 agosto 1997    | 1     | 0:38  | Mosca, Russia          | Vince il torneo IAFC Open Cup 3                             |
| Vittoria   | 23-2      | Igor Guerus              | KO Tecnico (colpi)                                  | IAFC: Absolute Fighting Russian Open Cup 3       | 29 agosto 1997    | 1     | 0:04  | Mosca, Russia          | Torneo IAFC Open Cup 3, Semifinale                          |
| Vittoria   | 22-2      | Vasily Kudin             | KO Tecnico (Sottomissione ai calci alle gambe)      | IAFC: Absolute Fighting Russian Open Cup 3       | 29 agosto 1997    | 1     | 3:02  | Mosca, Russia          | Torneo IAFC Open Cup 3, Quarti di finale                    |
| Vittoria   | 21-2      | Dimitry Panfilov         | KO Tecnico (colpi)                                  | Cup of Stars                                     | 23 maggio 1997    | -     | -     | Russia                 |                                                             |
| Vittoria   | 20-2      | Aslan Hamza              | KO                                                  | Cup of Stars                                     | 23 maggio 1997    | -     | -     | Russia                 |                                                             |
| Vittoria   | 19-2      | Leonardo Castello Branco | Decisione (non unanime)                             | IAFC: Absolute Fighting Championship II          | 2 maggio 1997     | 1     | 35:00 | Mosca, Russia          |                                                             |
| Vittoria   | 18-2      | Igor Akhmedov            | Sottomissione (strangolamento)                      | DNRF: Ukrainian Octagon 2                        | 1º maggio 1996    | -     | -     | Donec'k, Ucraina       |                                                             |
| Vittoria   | 17-2      | John Dixson              | KO Tecnico (sfinimento)                             | IFC 1: Kombat in Kiev                            | 30 marzo 1996     | 1     | 9:10  | Kiev, Ucraina          | Vince il torneo IFC 1                                       |
| Vittoria   | 16-2      | Paul Varelans            | KO Tecnico (colpi)                                  | IFC 1: Kombat in Kiev                            | 30 marzo 1996     | 1     | 6:20  | Kiev, Ucraina          | Torneo IFC 1, Semifinale                                    |
| Vittoria   | 15-2      | Fred Floyd               | KO Tecnico (Sottomissione ai colpi)                 | IFC 1: Kombat in Kiev                            | 30 marzo 1996     | 1     | 13:14 | Kiev, Ucraina          | Torneo IFC 1, Quarti di finale                              |
| Vittoria   | 14-2      | Igor Akhmedov            | Sottomissione (strangolamento)                      | UCMAL - Ukrainian No Rules Championship 1996     | 9 marzo 1996      | 1     | -     | Kiev, Ucraina          |                                                             |
| Vittoria   | 13-2      | Yuri Zhernikov           | KO Tecnico (pugni)                                  | UCMAL - Ukrainian No Rules Championship 1996     | 9 marzo 1996      | 1     | -     | Kiev, Ucraina          |                                                             |
| Vittoria   | 12-2      | Matrosov                 | KO Tecnico (pugni)                                  | UCMAL - Ukrainian No Rules Championship 1996     | 9 marzo 1996      | 1     | -     | Kiev, Ucraina          |                                                             |
| Vittoria   | 11-2      | Igor Guerus              | KO (pugni)                                          | DNRF: Ukrainian Octagon                          | 1º marzo 1996     | 1     | 1:41  | Donec'k, Ucraina       | Vince il torneo DNRF                                        |
| Vittoria   | 10-2      | Sergey Sheremet          | KO (montante destro)                                | DNRF: Ukrainian Octagon                          | 1º marzo 1996     | 1     | 1:27  | Donec'k, Ucraina       | Torneo DNRF, Semifinale                                     |
| Vittoria   | 9-2       | Oleg Tischenko           | KO (pugno)                                          | DNRF: Ukrainian Octagon                          | 1º marzo 1996     | 1     | 0:05  | Donec'k, Ucraina       | Torneo DNRF, Quarti di finale                               |
| Vittoria   | 8-2       | Roman Tikunov            | KO (pugno)                                          | Mr. Powerman SEKAI 1996                          | 23 gennaio 1996   | -     | -     | Minsk, Bielorussia     | Vince il torneo MPS 1996                                    |
| Vittoria   | 7-2       | Sergei Bondarovich       | KO (calcio alla testa)                              | Mr. Powerman SEKAI 1996                          | 23 gennaio 1996   | -     | -     | Minsk, Bielorussia     | Torneo MPS 1996, Semifinale                                 |
| Vittoria   | 6-2       | Nikolai Yatsuk           | KO (pugno)                                          | Mr. Powerman SEKAI 1996                          | 23 gennaio 1996   | -     | -     | Minsk, Bielorussia     | Torneo MPS 1996, Quarti di finale                           |
| Sconfitta  | 5-2       | Mikhail Ilyukhin         | Sottomissione (mento sull'occhio)                   | IAFC - Absolute Fighting Championship 1          | 25 novembre 1995  | 1     | 6:30  | Mosca, Russia          |                                                             |
| Vittoria   | 5-1       | Adilson Lima             | KO Tecnico (naso rotto)                             | IAFC - Absolute Fighting Championship 1          | 25 novembre 1995  | 1     | 1:51  | Mosca, Russia          |                                                             |
| Vittoria   | 4-1       | Adilson Lima             | KO (calci e pugni)                                  | IAFC - Absolute Fighting Championship 1          | 25 novembre 1995  | 1     | 0:56  | Mosca, Russia          |                                                             |
| Vittoria   | 3-1       | Sergei Akinin            | KO Tecnico (braccio rotto)                          | IAFC - Absolute Fighting Championship 1          | 25 novembre 1995  | 1     | 2:40  | Mosca, Russia          |                                                             |
| Sconfitta  | 2–1       | Andrei Besedin           | Sottomissione (kneebar)                             | UCMAL: Warrior's Honour 1                        | 14 ottobre 1995   | 1     | 1:12  | Charkiv, Ucraina       |                                                             |
| Vittoria   | 2-0       | Sergei Bondarovich       | KO (pugni)                                          | UCMAL: Warrior's Honour 1                        | 14 ottobre 1995   | 1     | 0:18  | Charkiv, Ucraina       |                                                             |
| Vittoria   | 1-0       | Alexander Mandrik        | KO Tecnico (Sottomissione ai pugni)                 | UCMAL: Warrior's Honour 1                        | 14 ottobre 1995   | 1     | 3:06  | Charkiv, Ucraina       |                                                             |